# 제6대 헤어우드 백작 헨리 래슬스
제6대 헤어우드 백작 헨리 조지 찰스 래슬스(Henry George Charles Lascelles, 6th Earl of Harewood, KG, GCVO, DSO, TD, JP, DL, 1882년 9월 9일 ~ 1947년 5월 24일)는 영국의 세습귀족(Hereditary peer)이자 군인이다. 부친 헤어우드 백작 제5대 헤어우드 백작 헨리 래슬스로부터 작위를 물려받기 전에는 래슬스 자작(Viscount Lascelles)으로 알려져있다. 후에 영국의 프린세스 로열 메리와 혼인하여 조지 5세의 사위가 되었다.
| 전임 헨리 래슬스 | 영국의 헤어우드 백작 1929년 - 1947년 | 후임 조지 래슬스 |